# Саво Медан
Саво Медан (Мостар, 16. септембар 1903 — Београд, 12. јануар 1971) био је и учесник Шпанског грађанског рата и Народноослободилачке борбе и друштвено-политички радник СР Босне и Херецговине и СФР Југославије.  

## Биографија
Рођен је 16. септембра 1903. у Мостару. Као млади столарски радник 1924. приључио се револуционарном синдикалном и радничком покрету и био изабран у Управу Подружнице дрводељских радника. То су његови први кораци у синдикалном покрету. Наредне 1925. постао је члан илегалне Комунистичке партије Југославије (КПЈ). Ксније је радио у Београду, где је активно учестовао у партијском раду КПЈ.
Октобра 1927. ухапшен је у великој групи комуниста, али је на суђењу наредне 1928. ослобођен оптужби. Од јуна 1928. био је секретар Месног комитета КПЈ за Београд, а поново је ухапшен након увођења Шестојануарске диктатуре јануара 1929. године. Био је први југословенски коминиста коме је судио тада формирани Државни суд за заштиту државе, који га је због револуционарог рада осудио на две године затвора.
На позив КПЈ, августа 1937. отишао је у Шпанију, где се у редовима Интернационалних бригада борио против фашизма. Учествовао је многим борбама током Шпанског грађанског рата, од којих се посебно истичу борбе на Арагонском фронту, априла 1938. године. Фебруара 1939. прешао је из Шпаније у Француску, где се заједно са другим југословенским добровољцима налазио у сабирним логорима. Августа 1940. успео је да се врати у Краљевину Југославију.
Након окупације Југославије 1941. актино је учествовао у Народноослободилачком покрету (НОП). У лето 1941. био је један од организатора Првог мостарског партизанског одреда. Током рата биран је за већника Антифашистичког већа народног ослобођења Југославије (АВНОЈ) и Земаљског антифашистичког већа народног ослобођења Босне и Херцеговине (ЗАВНОБиХ), као и за посланика Привремене народне скупштине ДФЈ.
После ослобођења 1945. активно се бавио друштвено-политичким радом. Био је члан Секретаријата Централног већа Савеза синдиката Југославије, а од 1948. до 1950. председник Централног одбора Савеза синдиката грађевинских радника Југославије. До пензионисања 1963. обављао је разне дужности у Централном већу Савеза синдиката Југославије.
За члан Централног комитета Савеза комуниста Босне и Херцеговине биран је на Првом, Другом и Трећем конгресу СК Босне и Херцеговине. Биран је за народног посланика Народне скупштине ФНРЈ другог сазива и посланика Већа произвођача Савезне народне скупштине.
Умро 12. јануара 1971. у Београду и сахрањен је у Алеји заслужних грађана на Новом гробљу.
Носилац је Партизанске споменице 1941. и других југословенских одликовања, међу којима су — Орден народног ослобођења, Орден Републике са златним венцем, Орден рада са црвеном заставом, Орден заслуга за народ првог и другог реда, Орден братства и јединства првог реда и др.